# Toulenne

Toulenne este o comună în departamentul Gironde din sud-vestul Franței. În 2009 avea o populație de 2.560 de locuitori.

## Evoluția populației
| An        | 1975  | 1982  | 1990  | 1999  | 2006  | 2009  |
| --------- | ----- | ----- | ----- | ----- | ----- | ----- |
| Populație | 1.104 | 1.743 | 1.839 | 1.994 | 2.405 | 2.560 |